# HLA-F
HLA-F (англ. Major histocompatibility complex, class I, F) – білок, який кодується однойменним геном, розташованим у людей на короткому плечі 6-ї хромосоми. Довжина поліпептидного ланцюга білка становить 346 амінокислот, а молекулярна маса — 39 062.
| 10         |  | 20         |  | 30         |  | 40         |  | 50         |
| ---------- |  | ---------- |  | ---------- |  | ---------- |  | ---------- |
| MAPRSLLLLL |  | SGALALTDTW |  | AGSHSLRYFS |  | TAVSRPGRGE |  | PRYIAVEYVD |
| DTQFLRFDSD |  | AAIPRMEPRE |  | PWVEQEGPQY |  | WEWTTGYAKA |  | NAQTDRVALR |
| NLLRRYNQSE |  | AGSHTLQGMN |  | GCDMGPDGRL |  | LRGYHQHAYD |  | GKDYISLNED |
| LRSWTAADTV |  | AQITQRFYEA |  | EEYAEEFRTY |  | LEGECLELLR |  | RYLENGKETL |
| QRADPPKAHV |  | AHHPISDHEA |  | TLRCWALGFY |  | PAEITLTWQR |  | DGEEQTQDTE |
| LVETRPAGDG |  | TFQKWAAVVV |  | PPGEEQRYTC |  | HVQHEGLPQP |  | LILRWEQSPQ |
| PTIPIVGIVA |  | GLVVLGAVVT |  | GAVVAAVMWR |  | KKSSDRNRGS |  | YSQAAV     |

A: Аланін

C: Цистеїн

D: Аспарагінова кислота

E: Глутамінова кислота

F: Фенілаланін

G: Гліцин

H: Гістидин

I: Ізолейцин

K: Лізин

L: Лейцин

M: Метіонін

N: Аспарагін

P: Пролін

Q: Глутамін

R: Аргінін

S: Серин

T: Треонін

V: Валін

W: Триптофан

Задіяний у таких біологічних процесах, як імунітет, альтернативний сплайсинг. 
Локалізований у мембрані.